# Bengbu
Bengbu (xinès: 蚌埠; pinyin: Bèngbù; Wade–Giles: Peng-pu) és una ciutat a nivell de prefectura al nord de la província d'Anhui, a la República Popular de la Xina. La seva població era de 3.296.408 residents registrats al cens de 2020, dels quals 1.968.027 vivien a l'àrea urbanitzada formada pels quatre districtes urbans de Bengbu i el comtat de Fengyang a la prefectura de Chuzhou, en gran part conurbada. El seu nom significa "moll de cloïsses" en xinès, fent-se ressò de la seva antiga reputació com a port de pesca de perles d'aigua dolça.

## Administració
La ciutat-prefectura de Bengbu administra set divisions a nivell de comtat, inclosos quatre districtes i tres comtats.
| Mapa                                                                                       | Mapa     | Mapa          | Mapa        | Mapa | Mapa |
| ------------------------------------------------------------------------------------------ | -------- | ------------- | ----------- | ---- | ---- |
| Bengshan Longzihu Yuhui Huaishang Comtat de · Huaiyuan Comtat · de Wuhe Comtat · de Guzhen |          |               |             |      |      |
| Non                                                                                        | Xinès    | Hanyu Pinyin  | Codi Postal |      |      |
| Districte de Longzihu                                                                      | 龙子湖区 | Lóngzǐhú Qū   | 233000      |      |      |
| Districte de Bengshan                                                                      | 蚌山区   | Bèngshān Qū   | 233000      |      |      |
| Districte de Yuhui                                                                         | 禹会区   | Yǔhuì Qū      | 233000      |      |      |
| Districte de Huaishang                                                                     | 淮上区   | Huáishàng Qū  | 233000      |      |      |
| Comtat de Huaiyuan                                                                         | 怀远县   | Huáiyuǎn Xiàn | 233400      |      |      |
| Comtat de Wuhe                                                                             | 五河县   | Wǔhé Xiàn     | 233300      |      |      |
| Comtat de Guzhen                                                                           | 固镇县   | Gùzhèn Xiàn   | 233700      |      |      |

A més, hi ha 74 divisions a nivell de municipi, incloent 36 ciutats, 19 municipis i 19 subdistrictes.

## Geografia
Bengbu es troba al sud-est de la Gran Planúria del Nord de la Xina, al riu Huai. L'àrea urbanitzada es divideix en dues parts: el gran Bengbu a la riba sud del riu i el petit Bengbu a la riba nord. El llac del Drac es troba al costat est de la zona urbanitzada. A l'altra banda del llac hi ha el districte universitari, que conté quatre institucions d'ensenyament superior.

## Clima
La zona té un clima subtropical humit de quatre estacions amb fortes influències del monsó (classificació climàtica de Köppen Cwa), hiverns frescos, de vegades freds, i estius calorosos i humits. La zona es troba en una zona de transició climàtica, ja que es troba al límit del riu Qin Ling-Huai entre els règims climàtics del nord i el sud de la Xina. La temperatura mitjana mensual oscil·la entre 2,0 °C al gener i 28,1 °C al juliol, i la mitjana anual és de 15,76 °C. La majoria de les precipitacions anuals es produeixen de juny a agost. Amb un percentatge mensual de sol que va del 44% al març al 56% a l'agost, la ciutat rep 2.168 hores de sol anualment.

## Història
En l'antiguitat, els pobles Dongyi habitaven aquesta zona i eren coneguts col·lectivament com a Huaiyi, agafant el nom del riu Huai. Durant el final del període Zhou occidental i els primers períodes de Primaveres i Tardors, els dongyi es van tornar cada cop més sinicitzats. Durant el període de finals de Primaveres i Tardors, l'anteriorment poderós estat Dongyi de Xu va ser pressionat des de totes direccions i destruït per una sèrie de guerres amb els seus veïns, com l'estat de Chu i l'estat de Wu. Un altre estat Dongyi va ser el petit Estat de Zhongli, que formava part de la Confederació Huaiyi liderada per l'Estat de Chu. Les tombes pertanyents a la reialesa de l'estat de Zhongli es van descobrir en excavacions entre 2005 i 2008 prop de Fengyang. Finalment, els pobles Huaiyi van ser assimilats.
Bengbu sempre ha estat un centre de comunicacions a la província d'Anhui i un important centre de distribució per a la conca de Huai.
El 1948, durant la guerra civil xinesa, l'Exèrcit Popular d'Alliberament Comunista va obtenir una victòria decisiva sobre les forces nacionalistes de Chiang Kai-shek (KMT) prop de Bengbu, a la campanya de Huaihai.